# Цуй Лян
Цуй Лян (кит. трад. 崔•亮, упр. Cui Liang; род. 24 марта 1986, Шэньян) — китайский шорт-трекист. Участвовал в Олимпийских играх 2006 года, Трёхкратный призёр чемпионатов мира.

## Биография
Цуй Лян в феврале 2003 года выиграл в индивидуальном многоборье юниорский чемпионат Китая и дебютировал в национальной сборной осенью на Кубке мира в Калгари, где сразу выиграл золотую медаль в эстафете, и на этапе в американском Маркетте завоевал бронзу в эстафете. В ноябре выиграл в беге на 1000 м на чемпионате Азии. В январе 2004 года на юниорском чемпионате мира в Пекине занял 10-е место в личном зачёте многоборья, а в декабре в Чанчуне выиграл национальный чемпионат в беге на 1000 м со временем 1:34.101 сек, 1500 м за 2:40,623 сек и в индивидуальном многоборье.
На юниорском чемпионате мира в Белграде в январе 2005 года выиграл серебряную медаль в беге на 500 м и в эстафетной гонке, а также занял 4-е место в общем зачёте многоборья. В марте на командном чемпионате мира в Чхунчхоне выиграл бронзу вместе с командой. В октябре на 10-й Спартакиаде народов КНР выиграл серебряную медаль в забеге на 1500 м, бронзовую в эстафете и занял 4-е место в многоборье. Осенью занял 2-е и 3-е места в эстафетах на Кубке мира в Бормио и Гааге.
На зимних Олимпийских играх в Турине в феврале 2006 года он участвовал в эстафете вместе с Ли Е, Суй Баоку, Ли Цзяцзюнем, Ли Хаонанем занял 5-е место в финале. В марте на командном чемпионате мира в Монреале вновь завоевал бронзовую медаль, а на чемпионате мира в Миннеаполисе выиграл серебряную медаль в эстафете.
В октябре 2007 года на 2-м этапе Элитной Национальной лиги в Харбине Цуй Лян, выступающий за команду ледовой базы Народно-освободительной армии Китая (НОАК), выиграл в беге на 500 м, а в ноябре на 3-м этапе выиграл в беге на 1000 м со временем 1:633,308 сек.
Цуй Лян занял 2-е место в мужской эстафете на 12-х Национальных зимних играх 2012 года.